# Modibo Sidibé

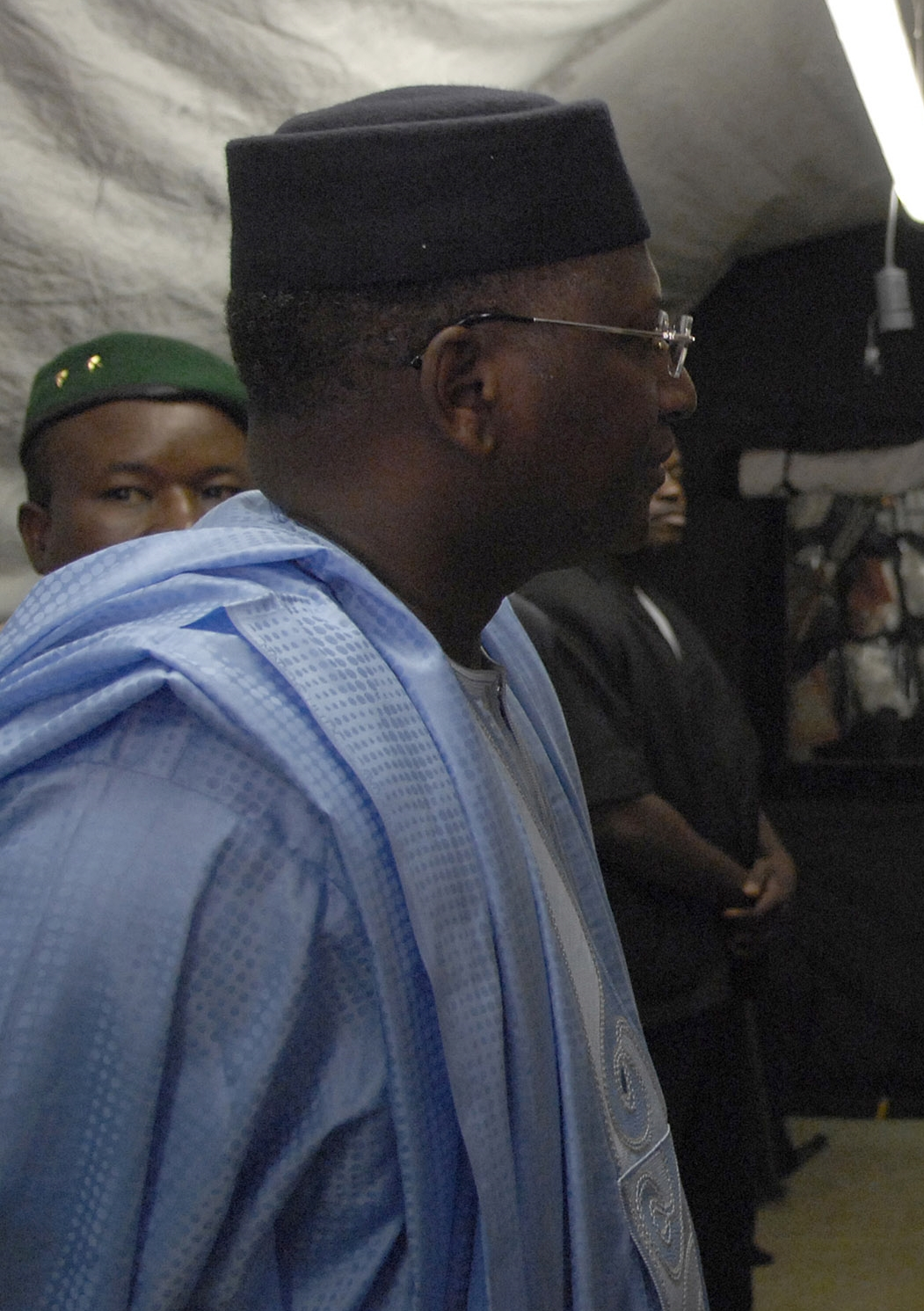
Modibo Sidibé

Modibo Sidibé (* 7. November 1952 in Bamako) ist ein Politiker und war von 2007 bis 2011 Premierminister von Mali. Er ist ein Bruder des früheren Premiers Mandé Sidibé.
Während seines Studiums absolvierte Sidibé eine Fallschirmspringer- und Waffenausbildung und erwarb eine Reihe von akademischen Abschlüssen, darunter 1976 im französischen Perpignan eine Maîtrise in Öffentlichem Recht und 1979 ein Diplôme d’études approfondies in Aix-en-Provence in Strafrecht und Kriminologie.
1986 wurde Sidibé technischer Berater im Verteidigungsministerium, arbeitete aber gleichzeitig als Chef und später Generalinspekteur der Polizei. 1989 wurde der Staatssekretär im Verteidigungsministerium und 1991 im Ministerium für die Innere Sicherheit, bevor er nach dem Sturz des Regimes von Moussa Traoré in der Übergangsregierung von Militärbefehlshaber Amadou Toumani Touré Kabinettschef im Ministerrang wurde. Unter Staatsoberhaupt Alpha Oumar Konaré wurde Sidibé im April 1993 zum Minister für Gesundheit, Solidarität und die älteren Personen ernannt. Er verblieb in diesem Amt, bis er am 16. September 1997 zum Minister für Auswärtige Angelegenheiten und Zusammenarbeit ernannt wurde.
Nachdem Touré zum Präsidenten gewählt worden war, ernannte dieser Sidibé am 9. Juni 2002 zu seinem Generalsekretär im Rang eines Ministers. Er behielt diese Position, bis er am 28. September 2007 von Präsident Touré als Ministerpräsident vereidigt wurde. Seine Regierung nahm am 3. Oktober 2007 die Amtsgeschäfte auf. Sidibé trat etwa ein Jahr vor der geplanten Präsidentschaftswahl 2012 am 30. März 2011 zurück; vor dem Putsch in Mali 2012 wurde vermutet, dass er sich auf eine Kandidatur um die Nachfolge Tourés vorbereitet. Tatsächlich trat Sidibé bei den Wahlen 2013 an. Er konnte sich allerdings nur auf dem vierten Platz behaupten.